# أوليفيا أوبراين
أوليفيا أوبراين (بالإنجليزية: Olivia O'Brien) هي مغنية أمريكية، ولدت في 26 نوفمبر 1999 في لوس أنجلوس في الولايات المتحدة.

## وصلات خارجية
- الموقع الرسمي
- أوليفيا أوبراين على موقع ميوزك برينز (الإنجليزية)
- أوليفيا أوبراين على موقع أول ميوزيك (الإنجليزية)
- أوليفيا أوبراين على موقع ديسكوغز (الإنجليزية)